# Josef Král (závodník)
Josef Král (* 15. června 1990 Dvůr Králové nad Labem) je český automobilový závodník. V letech 2010 až 2012 jezdil v závodech GP2 Series. Nyní je komentátorem Formule 1 na stanici Nova Sport 5.  
Touha po závodění se u Josefa Krále začala projevovat ještě před 8. narozeninami. Nedlouho po nich se začal úspěšně umísťovat i na závodech motokár a do 14 let získal řadu ocenění a třikrát titul Mistra České republiky.[zdroj⁠?!] Studoval na soukromé obchodní akademii a přitom se snažil prosadit v závodech Národní Formule 1400. V roce 2005 jako člen týmu Mičánek Motorsport dojel v konečném pořadí na 3. místě. Tím si zajistil angažmá na další sezonu. Během ní se stal prvním Čechem, který se v juniorské formuli BMW dostal do programu značky BMW pro výchovu mladých talentů. Během světového finále ve španělské Valencii dojel druhý. Výsledky však byly anulovány a Josef Král diskvalifikován. Následující rok se přesunul do Velké Británie, kde s týmem Raikkonen Robertson Racing navázal na svou dosavadní dráhu pilota v šampionátu Formula BMW UK. Přes technické potíže skončil celkově na 2. místě. Stal se prvním Čechem, který se v juniorské formuli prosadil.[zdroj⁠?!]
V roce 2008 poprvé usedl do monopostu v seriálu závodů International Formula Master. Spolu s britským týmem JVA se mu podařilo dojet celkově šestý. V další sezoně po přechodu k italskému týmu JD Motorsport skončil celkově třetí. Suverénní vítězství na Hungaroringu pro něj bylo klíčové.
V roce 2010 se přestěhoval do Prahy, kde žije a studoval Vysokou školu finanční a správní. Podepsal spolupráci s týmem Supernova Racing. Při krátkém závodě ve Valencii však utrpěl zlomeninu dvou hrudních obratlů. Následkem dlouhého léčení stihl jen poslední závod v Abú Dhabí, kde si ale jeho jízdního stylu a výkonu všimlo vedení týmu HRT F1 Team a nabídlo mu možnost testovat vůz F1. Na místní trati byl rychlejší než stávající závodní jezdci. Rok nato na úspěchy navázal v týmu Christiana Hornera Arden International a v barvách britské stáje dojel na 2. místě v Monaku a na 3. v belgickém Spa-Francorchamps.
V roce 2012 objížděl světové okruhy s týmem Barwa Addax, ale téměř z každého závodu odstoupil kvůli poruše monopostu. Převratný výsledek se mu podařilo zajet na oblíbené trati ve Spa-Francorchamps, kde jako první Čech vyhrál závod formule GP2. Později měl Josef podepsanou smlouvu s týmem HRT ve Formuli 1, stáje ovšem zkrachovala a rok 2013 se změnil v pátrání po sponzorech a silných partnerech, kteří garantují vstup do královské kategorie formule 1. Smlouvu se zatím nepodařilo uzavřít, Josef se ale dál účastní závodů, např. závodu v Brně v rámci seriálu Auto GP.

## Osobní život
S přítelkyní má dvě holčičky. Je dlouholetým fanouškem týmu Scuderia Ferrari a Fernanda Alonsa.
Taktéž se Števom Eiselem moderuje F1 na české televizní stanici Nova Sport. Mimo jiné spolu oba natáčí na YouTube kanál EisKing, který se zaměřuje na detailnější rozbor závodů a prostředí Formule 1, přidávají také obsah o technické stránce motorsportu.

### Shrnutí kariéry
| Sezóna  | Šampionát                                  | Team                       | Závody | Vítězství | Pole Position | Nej.kola | Podia | Body | Celkové umístění |
| ------- | ------------------------------------------ | -------------------------- | ------ | --------- | ------------- | -------- | ----- | ---- | ---------------- |
| 2005    | Czech Formula 1400                         | ?                          | ?      | ?         | ?             | ?        | ?     | ?    | 3. místo         |
| 2006    | Formula BMW ADAC                           | Mičánek Motorsport         | 18     | 0         | 0             | 0        | 0     | 40   | 12. místo        |
| 2007    | Formula BMW UK                             | Räikkönen Robertson Racing | 18     | 6         | 1             | 6        | 13    | 636  | 2. místo         |
| 2007    | Formula BMW ADAC                           | ADAC Berlin-Brandenburg    | 2      | 0         | 0             | 0        | 1     | 56   | 25. místo        |
| 2007–08 | A1 Grand Prix                              | A1 Team Czech Republic     | 2      | 0         | 0             | 0        | 0     | 10   | 19. místo        |
| 2008    | International Formula Master               | Team JVA                   | 16     | 1         | 0             | 0        | 3     | 29   | 6. místo         |
| 2009    | International Formula Master               | JD Motorsport              | 16     | 2         | 1             | 3        | 6     | 62   | 3. místo         |
| 2009–10 | GP2 Asia Series                            | Super Nova Racing          | 8      | 0         | 0             | 0        | 1     | 8    | 11. místo        |
| 2010    | GP2 Series                                 | Super Nova Racing          | 10     | 0         | 0             | 0        | 0     | 3    | 24. místo        |
| 2011    | GP2 Series                                 | Arden International        | 18     | 0         | 0             | 0        | 2     | 15   | 15. místo        |
| 2011    | GP2 Asia Series                            | Arden International        | 4      | 0         | 0             | 0        | 1     | 8    | 10. místo        |
| 2011    | GP2 Final                                  | Arden International        | 2      | 0         | 0             | 0        | 0     | 0    | 16. místo        |
| 2012    | GP2 Series                                 | Barwa Addax Team           | 16     | 1         | 0             | 0        | 1     | 27   | 17. místo        |
| 2013    | Auto GP                                    | Zele Racing                | 2      | 0         | 0             | 0        | 0     | 0    | -                |
| 2016    | Blancpain GT Series Endurance Cup          | Scuderia Praha             | 1      | 0         | 0             | 0        | 0     | 0    | NC               |
| 2016    | Blancpain GT Series Endurance Cup - Pro-Am | Scuderia Praha             | 1      | 0         | 0             | 0        | 0     | 13   | 30. místo        |